# Bahnstrecke Eqlid–Yazd
| Streckenlänge: | 271 km               |                                                  |                             |
| Spurweite: | 1435 mm (Normalspur) |                                                  |                             |
| Maximale Neigung: | 15 ‰                 |                                                  |                             |
| Minimaler Radius: | 1000 m               |                                                  |                             |
| Streckengeschwindigkeit: | 120 km/h             |                                                  |                             |
| Zweigleisigkeit: | nein                 |                                                  |                             |
| |                      |                                                  |                             |
| \| \| \| Bahnstrecke Eqlid–Yasudsch von Yasudsch (im Bau) \| \| \| \| \| \| \| \| \| \| Eqlid-Stadt (im Bau) \| \| \| \| \| von Schiras \| \| \| \| 0 \| Eqlid \| Eqlid \| \| \| 1 \| nach Badrud \| nach Badrud \| \| \| 18 \| Autobahn 65 Schiras–Isfahan \| Autobahn 65 Schiras–Isfahan \| \| \| 27 \| Faragheh \| Faragheh \| \| \| 28 \| Autobahn 78 Abadeh–Yazd \| Autobahn 78 Abadeh–Yazd \| \| \| 56 \| Abarkuh \| Abarkuh \| \| \| 78 \| Shahrak-e San'ati \| Shahrak-e San'ati \| \| \| 102 \| Autobahn 78 Abadeh–Yazd \| Autobahn 78 Abadeh–Yazd \| \| \| 106 \| Deh Shir \| Deh Shir \| \| \| 128 \| Chah-e Sorkh \| Chah-e Sorkh \| \| \| 155 \| Gazirat \| Gazirat \| \| \| 165 \| Autobahn 85 Mehriz–Morost \| Autobahn 85 Mehriz–Morost \| \| \| 177 \| Tang-e Chenar \| Tang-e Chenar \| \| \| 192 \| Chah Torsh \| Chah Torsh \| \| \| 212 \| Kalmand \| Kalmand \| \| \| 236 \| Asian Highway 2 \| Asian Highway 2 \| \| \| 240 \| Mehriz \| Mehriz \| \| \| 256 \| von Pishgaman Dry Port \| von Pishgaman Dry Port \| \| \| 267 \| Autobahn 78 Yazd–Bafq \| Autobahn 78 Yazd–Bafq \| \| \| \| von Ghom über Yazd \| \| \| \| 271 \| Rakhsh \| Rakhsh \| \| \| \| nach Bafq / Zahedan \| \| |                      |                                                  |                             |
| |                      | Bahnstrecke Eqlid–Yasudsch von Yasudsch (im Bau) |                             |
| |                      |                                                  |                             |
| Bahnhof (Strecke außer Betrieb) |                      | Eqlid-Stadt (im Bau)                             | Eqlid-Stadt (im Bau)        |
| Abzweig ehemals geradeaus und von rechts |                      | von Schiras                                      | von Schiras                 |
| Bahnhof | 0                    | Eqlid                                            | Eqlid                       |
| Abzweig geradeaus und nach links | 1                    | nach Badrud                                      | nach Badrud                 |
| Brücke | 18                   | Autobahn 65 Schiras–Isfahan                      | Autobahn 65 Schiras–Isfahan |
| Dienststation / Betriebs- oder Güterbahnhof | 27                   | Faragheh                                         | Faragheh                    |
| Strecke mit Straßenbrücke | 28                   | Autobahn 78 Abadeh–Yazd                          | Autobahn 78 Abadeh–Yazd     |
| Bahnhof | 56                   | Abarkuh                                          | Abarkuh                     |
| Dienststation / Betriebs- oder Güterbahnhof | 78                   | Shahrak-e San'ati                                | Shahrak-e San'ati           |
| Brücke | 102                  | Autobahn 78 Abadeh–Yazd                          | Autobahn 78 Abadeh–Yazd     |
| Dienststation / Betriebs- oder Güterbahnhof | 106                  | Deh Shir                                         | Deh Shir                    |
| Dienststation / Betriebs- oder Güterbahnhof | 128                  | Chah-e Sorkh                                     | Chah-e Sorkh                |
| Dienststation / Betriebs- oder Güterbahnhof | 155                  | Gazirat                                          | Gazirat                     |
| Brücke | 165                  | Autobahn 85 Mehriz–Morost                        | Autobahn 85 Mehriz–Morost   |
| Dienststation / Betriebs- oder Güterbahnhof | 177                  | Tang-e Chenar                                    | Tang-e Chenar               |
| Dienststation / Betriebs- oder Güterbahnhof | 192                  | Chah Torsh                                       | Chah Torsh                  |
| Dienststation / Betriebs- oder Güterbahnhof | 212                  | Kalmand                                          | Kalmand                     |
| Brücke | 236                  | Asian Highway 2                                  | Asian Highway 2             |
| Bahnhof | 240                  | Mehriz                                           | Mehriz                      |
| Abzweig geradeaus und von links | 256                  | von Pishgaman Dry Port                           | von Pishgaman Dry Port      |
| Brücke | 267                  | Autobahn 78 Yazd–Bafq                            | Autobahn 78 Yazd–Bafq       |
| Abzweig geradeaus und von links |                      | von Ghom über Yazd                               | von Ghom über Yazd          |
| Bahnhof | 271                  | Rakhsh                                           | Rakhsh                      |
| |                      | nach Bafq / Zahedan                              |                             |

Die Bahnstrecke Eqlid–Yazd ist eine am 29. Juli 2021 eröffnete 271 Kilometer lange, eingleisige Neubaustrecke im zentralen Teil des Iran, die die Verbindung von Schiras nach Maschhad um rund 320 Kilometer abkürzt.

## Geografische Lage
Die Strecke führt von der nahe der Bahnstrecke Badrud–Schiras gelegenen Stadt Eqlid in der Provinz Fars nordostwärts durch das Kuhrudgebirge nach Yazd an der Bahnstrecke Qom–Zahedan.

## Technische Parameter
Die Strecke ist 271 Kilometer lang und eingleisig in der im Iran üblichen Normalspur gebaut. Die maximale Steigung beträgt 15 ‰ bei einem minimalen Kurvenradius von 1000 Metern. Die Strecke ist für eine zulässige Höchstgeschwindigkeit von 120 km/h für Personenzüge und 90 km/h für Güterzüge ausgelegt.